# Francisco Xavier de Luna Pizarro
Francisco Xavier de Luna Pizarro (Arequipa, 3 november 1780 – Lima, 9 februari 1855) was een Peruviaans priester en was twee keer (in 1822 en 1833) interim-president van zijn land.
Luna Pizarro studeerde aan de Universiteit van Cuzco en later theologie en rechten aan het seminarie te Arequipa. Na zijn studie reisde hij naar Spanje, waar hij getuige was van het verzet tegen de invasie van Napoleon. Na zijn terugkomst in Peru, zette Luna Pizarro zich in voor de onafhankelijkheid van zijn land. Hij was twee keer kort interim-president en schreef mee aan de grondwet van 1823.
In 1846 werd hij benoemd tot aartsbisschop van Lima.